# 佩爾尼克礦工足球俱樂部
佩爾尼克礦工足球俱樂部是保加利亞的一家足球俱樂部。主場位於佩爾尼克。球隊參加保加利亞足球甲級聯賽的賽事。

## 外部連結
- Official site